# Clavularia novaezealandiae
Clavularia novaezealandiae är en korallart som beskrevs av Brewin 1945. Clavularia novaezealandiae ingår i släktet Clavularia och familjen Clavulariidae. Inga underarter finns listade i Catalogue of Life.